# Саскатун-Дифенбейкер
Международный аэропорт Саскатуна имени Джона Дж. Дифенбейкера (ИАТА: YXE, ИКАО: CYXE) — международный аэропорт в Канаде, расположенный в 5,6 км к северо-западу от центра города Саскатун провинции Саскачеван. Аэропорт обслуживается пассажирскими, курьерскими и грузовыми авиаперевозчиками. Аэропорт несёт имя 13-го премьер-министра Канады Джона Дифенбейкера.
Аэропорт оснащён девятью телескопическими трапами, тремя наземными погрузочными площадками, 32 стойками регистрации и зоной прибытия таможни/иммиграционной службы.
Аэропорт классифицируется Nav Canada как пограничный аэропорт. В связи с этим, в аэропорту работает агентство пограничных служб Канады (CBSA). Офицеры CBSA в аэропорту могут обслуживать самолёты с не более чем 200 пассажирами.
В 2019 году, аэропорт обслужил в общей сложности 1,49 миллиона пассажиров, что на 1,9 % меньше, чем в 2018 году.

## История

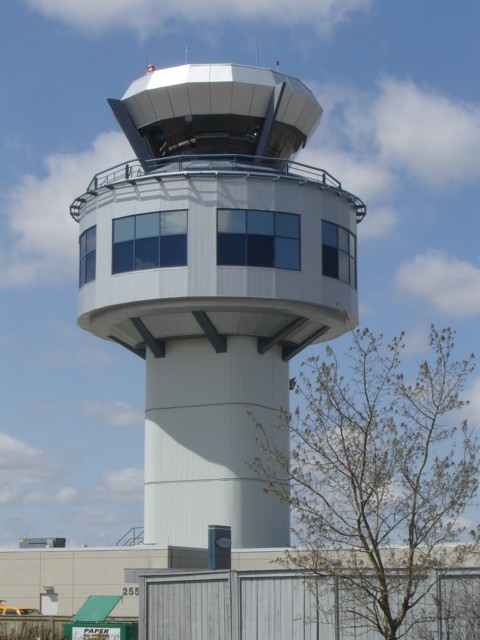
Диспетчерская вышка NAV CANADA, построенная в 2000 г.

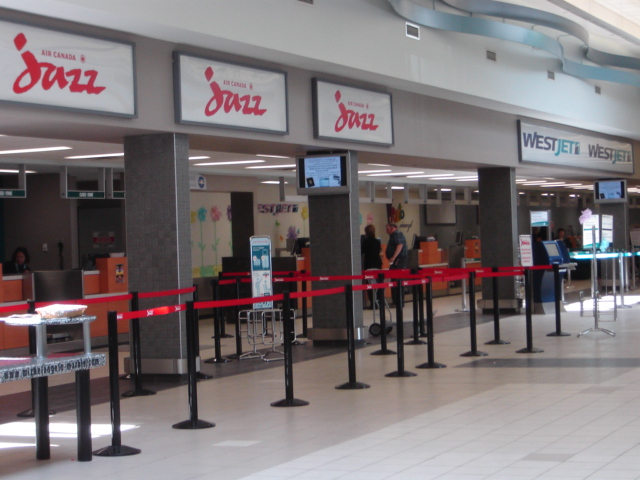
Зона регистрации на рейсы Air Canada и WestJet

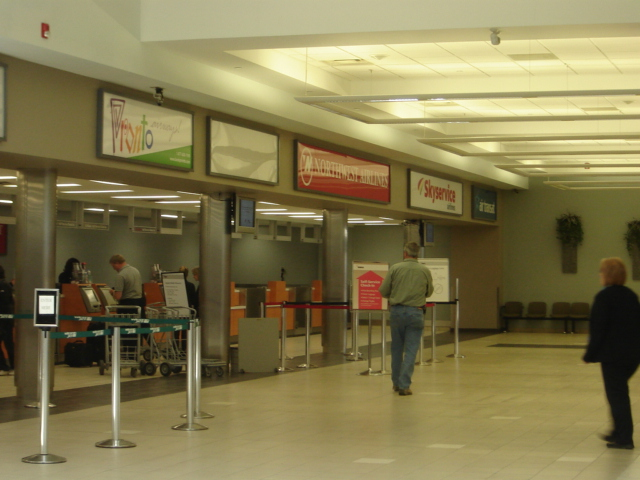
Зона регистрации на рейсы Pronto, Skyservice, Sunwing, Northwest и Air Transat в 2008 г.

1 июня 1929 года, город Саскатун получил «Лицензию на воздушную гавань». Позже, был открыт аэропорт, который послужил аэроклубом Саскатуна.
С 1940 по 1947 год город сдавал аэропорт в аренду Королевским военно-воздушным силам Канады (RCAF). Аэропорт стал базой RCAF в Саскатуне. База была частью плана авиационной подготовки Британского Содружества. На базе располагалась школа летной подготовки № 4. Для поддержки этих операций были построены четыре больших ангара, а также вспомогательные здания, включая госпиталь и диспетчерскую вышку .
После войны, аэропорт был передан министерству транспорта Канады для использования в гражданских целях. В том же году, Trans-Canada Air Lines (ныне известная как Air Canada), начала совершать пассажирские перевозки на самолётах DC-3.
Air Canada в 1950 году начала использовать в аэропорту Canadair North Star, а в 1955 году — Vickers Viscount. Новое здание аэровокзала было построено в 1955 году архитекторами министерства транспорта.
Основная взлетно-посадочная полоса (09/27) была удлинена в 1960 году до 8300 футов (2530 м). Вспомогательная взлетно-посадочная полоса (15/33) была удлинена в 1963 году до 6200 футов (1890 м).
С 1950 по 1978 год аэропорт снова становится базой RCAF. База получила название RCAF Station Saskatoon.
1 января 1971 года, город Саскатун аннексировал аэропорт и прилегающие земли общей площадью 2111,7 акра. Близлежащий район с жильём для персонала и вспомогательными службами был присоединен к городу в 1965 году.
Из-за более крупных самолётов и частых рейсов, в 1972 году были составлены планы нового здания аэровокзала. Новый терминал, построенный Holiday и Scott, был завершен и открыт 29 ноября 1975 года. Бывший терминал был отремонтирован в 1977 году. С 1977 по 1984 год чартерные рейсы в Европу на Boeing 747 выполнялись авиакомпанией Wardair, пока Wardair не была куплена Canadian Airlines International.
В 1993 году, название аэропорта было изменено в честь 13-го премьер-министра Канады Джона Дифенбейкера. В 1995 году, в рамках канадско-американского соглашения об открытом небе, Northwest Airlines начала выполнять рейсы в аэропорт Миннеаполиса — Сен-Пол. В 1996 году, WestJet начала обслуживание самолетов Boeing 737. В 1999 году аэропорт был передан управлению аэропорта Саскатуна (ныне известному как Skyxe) в рамках национальной политики аэропортов Канады.
В 2000 году, NAV Canada построила новую диспетчерскую вышку, и администрация аэропорта начала ремонт и расширение здания аэровокзала. В октябре 2002 года были завершены первые два этапа реконструкции здания, стоимостью 18 миллионов долларов. Обновленные терминалы, рассчитанного на обслуживание 1,4 млн пассажиров в год, были спроектированы компанией Kindrachuk Agrey Architects В 2005 году был проведен дополнительный ремонт зоны регистрации и досмотра багажа. В 2006 году, была расширена общественная парковку до 500 мест. В марте 2008 года начались работы по восстановлению взлетно-посадочной полосы 09/27, рулежных дорожек «Фокстрот» и «Альфа» стоимостью 16 миллионов долларов.
В период с октября 2005 по май 2008 гг., Air Canada прекратила «регулярные» рейсы в Саскатун, передав маршруты Air Canada Jazz. В 2006 году в аэропорту начала работу Pronto Airways. Также, в 2006 году Transwest Air открыла рейсы в Форт Мак-Муррей (провинция Альберта). В течение короткого периода времени с 2006 по апрель 2007 года, Northwestern Air также выполняла рейсы в Форт Мак-Муррей. В 2008 году, United Airlines начала прямые региональные рейсы из Денвера, которые осуществлялись вплоть до 2015 года. В 2009 году, United Airlines объявила о региональных рейсах из Чикаго, которые будут осуществляться до 2014 года.
В марте 2015 года, Missinippi Airways начала трижды в неделю летать из Саскатун во Флин Флон (провинция Манитоба), с единым пересадочным сообщением с Пасом. Три месяца спустя, Missinippi Airways прекратила полеты из Саскатуна. В июне 2016 года, New Leaf Airlines объявила, что с 27 июля 2016 года их самолёты начнут летать в Келоуну и Гамильтон напрямую из Саскатуна два раза в неделю. New Leaf отменил рейсы в Саскатун в ноябре 2016 года.

## Расширение
В 2009 году, Skyxe анонсировала новое расширение для терминала. План включал девять телескопических трапа и фуд-корт, в том числе ресторан с полным спектром услуг и бар. Также, в план было включено развитие розничной торговли в здание аэровокзала, в том числе магазин беспошлинной торговли и ещё один фуд-корт перед зоной безопасности. Новый дизайн значительно уменьшил систему безопасности для большого количества торговых точек. Зона регистрации не была включена в расширение. Была построена новая зона канадской таможни и иммиграции, а также ещё две багажные дорожки. Дизайнеры также оставили место, предназначенное для американской зоны предварительной таможенной и иммиграционной очистки.
В 2010 году начаты работы по благоустройству перрона, выносных трибун и подготовительные работы к началу реконструкции здания аэровокзала в 2011 году. Расширение было разработано для размещения восьми мостов, расширения зон ожидания, зала ожидания бизнес-класса и расширенной зоны выдачи багажа. 1 фаза расширения Саскатун-Дифенбейкер началась в 2012 году. Расширение удвоило размер здания аэровокзала до 24 тысяч м². В 2013 году Skyxe завершила первую фазу расширения терминала. В октябре, аэропорт принял первых пассажиров в расширенном терминале. В апреле 2015 года завершено строительство терминала, общая стоимость которого, составила 53 миллиона долларов.

## Пассажирские услуги

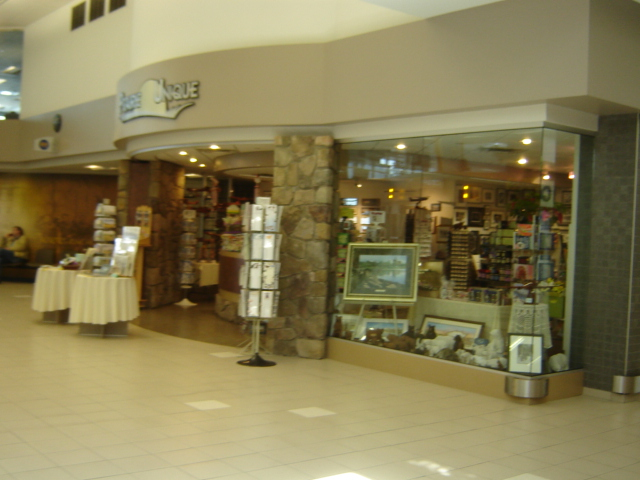
Магазин «Prairie Unique Gifts»

В аэропорту расположена небольшая историческая экспозиция на первом этаже. Вокруг терминала также проходят многочисленные художественные и фотографические выставки местных художников. В аэропорту находится ресторан Tim Hortons и Starbucks в зоне поста безопасности, а также магазин Relay возле входов.
В феврале 2015 года скорая помощь Сент-Джонс представила в аэропорту собак-терапевтов для успокоения нервных пассажиров. 

## Наземный транспорт
Saskatoon Transit — транспортная компания, обеспечивающая городское автобусное сообщение между аэропортом и центром города Саскатун.
В аэропорту действует несколько организаций по аренде автомобилей.

## Базирующие организации
Аэропорт имеет множество дополнительных зданий. К ним относится Международный авиационный терминал (используется Air Canada Cargo, Anderson Aviation, Dryden Air-services). Двадцать три бывших самолета Air Canada Jazz и Canadian Regional Airlines Fokker F28 хранились в аэропорту с тех пор, как они были выведены из эксплуатации в 2003 году.
В аэропорту базируется Saskatchewan Air Ambulance — организация санитарной авиации провинции Саскачеван. В аэропорту Саскатуна расположен ангар для вертолета общества спасения при шоковых травмах.

## Статистика

### Годовой трафик
Данные из запроса в Викиданные.
| Год  | Пассажиры | % Изменения |
| ---- | --------- | ----------- |
| 2010 | 1,215,923 | ▬           |
| 2011 | 1,246,405 | ▲ 2,5 %     |
| 2012 | 1,326,838 | ▲ 6,4 %     |
| 2013 | 1,389,875 | ▲ 4,7 %     |
| 2014 | 1,482,615 | ▲ 6,6 %     |
| 2015 | 1,443,446 | ▼ −2.6 %    |
| 2016 | 1,452,349 | ▲ 0,6 %     |
| 2017 | 1,462,751 | ▲ 0,7 %     |
| 2018 | 1,518,980 | ▲ 3,7 %     |
| 2019 | 1,488,810 | ▼ 1,9 %     |
| 2020 | 462,580   | ▼ 68,9 %    |

## Обслуживание
Пожарная служба регионального аэропорта Саскатуна-Дифенбейкер использует два аэродромных пожарных автомобиля (Oshkosh Striker 3000) в отремонтированном (2008 г.) пожарном депо для оказания пожарно-спасательных услуг в аэропорту.
Garda Security заключила контракт с управлением безопасности воздушного транспорта Канады на обеспечение досмотра пассажиров и багажа. Все инспекторы носят униформу CATSA. Однако они не являются служащими правительства Канады, а наняты подрядчиком.

## Аварии и катастрофы
1 апреля 2011 года самолёт Fugro Aviation Canada Limited CASA C-212, C-FDKM с тремя членами экипажа разбился при попытке приземлиться в аэропорту Саскатун. После объявления аварийной ситуации с отказом двигателя самолёт ударился о бетонный шумозащитный экран аэропорта. Один человек погиб, двое получили ранения.